# Norme de contrôle
En droit canadien, la norme de contrôle désigne le degré de déférence que doivent adopter les cours de justice lorsqu'elles sont appelées à effectuer l'appel de décisions judiciaires ou le contrôle judiciaire de décisions de tribunaux administratifs ou d'arbitres. En fonction des circonstances juridiques, la cour de révision adoptera la norme de décision raisonnable (beaucoup de déférence à l'égard du décideur) ou la norme de décision correcte (peu de déférence à son égard).

## Norme de contrôle en appel
Le contrôle applicable en appel est le critère de l'arrêt Housen c. Nikolaisen. Dans cette décision, la Cour suprême du Canada énonce que « la norme de la décision correcte est applicable pour les questions de droit alors que l’erreur manifeste et déterminante est la norme applicable pour les questions mixtes de fait et de droit ».

## Norme de contrôle en droit administratif
En droit administratif, l'arrêt de principe actuel en matière de norme de contrôle est la décision Canada (Ministre de la Citoyenneté et de l’Immigration) c. Vavilov de 2019. Cet arrêt précise que le tribunal judiciaire qui effectue le contrôle la décision ou l'acte d'une autorité administrative doit d'abord déterminer si le législateur a établi la norme de contrôle en l'indiquant clairement dans la loi ou en l'indiquant implicitement en prévoyant un droit d'appel à une décision administrative plutôt que le contrôle judiciaire. Si un droit d'appel à une décision administrative existe, il sera régi par les règles dégagées par la décision Housen c. Nikolaisen : les erreurs de droit  sont révisées selon la norme de la décision correcte et les erreurs de fait et de droit sont révisées selon la norme de l'erreur manifeste et dominante.
Si le législateur  n'a pas indiqué explicitement ou implicitement la norme de contrôle, il doit suivre la démarche de common law. La démarche de common law crée une présomption que la norme de contrôle sera la norme de décision raisonnable, tant pour les questions de droit, les questions de fait et les questions mixtes de fait et de droit. Les exceptions à la règle sont les questions constitutionnelles, les questions de droit d'importance capitale pour le système juridique dans son ensemble et les questions liées à la détermination de la compétence d'organismes administratifs.
Dans l'affaire Société canadienne des auteurs, compositeurs et éditeurs de musique c. Entertainment Software Association, la Cour suprême rajoute une autre exception à la règle de l'arrêt Vavilov : lorsque l’organisme administratif et les cours de justice ont compétence concurrente en première instance sur des questions de droit, la norme de contrôle est la norme de la décision correcte.

### Norme de décision raisonnable
Dans l'ancien arrêt de principe arrêt Dunsmuir c. Nouveau-Brunswick de 2008, la Cour suprême du Canada, la Cour suprême décrit ainsi la norme de décision raisonnable :  la « norme déférente du caractère raisonnable procède du principe à l’origine des deux normes antérieures de raisonnabilité certaines questions soumises aux tribunaux administratifs n’appellent pas une seule solution précise, mais peuvent plutôt donner lieu à un certain nombre de conclusions raisonnables. Il est loisible au tribunal administratif d’opter pour l’une ou l’autre des différentes solutions rationnelles acceptables. La cour de révision se demande dès lors si la décision et sa justification possèdent les attributs de la raisonnabilité ».

### Norme de décision correcte
Au paragraphe 50 de l'arrêt Dunsmuir, la Cour suprême présente de la manière suivante la norme de décision correcte : « il ne fait par ailleurs aucun doute que la norme de la décision correcte doit continuer de s’appliquer aux questions de compétence et à certaines autres questions de droit. On favorise ainsi le prononcé de décisions justes tout en évitant l’application incohérente et irrégulière du droit. La cour de révision qui applique la norme de la décision correcte n’acquiesce pas au raisonnement du décideur elle entreprend plutôt sa propre analyse au terme de laquelle elle décide si elle est d’accord ou non avec la conclusion du décideur En cas de désaccord, elle substitue sa propre conclusion et rend la décision qui s’impose La cour de révision doit se demander dès le départ si la décision du tribunal administratif était la bonne ».

### Ancien système tripartite de normes de contrôle
L'arrêt Dunsmuir est important car il a remplacé l'ancien système tripartite des normes de contrôle en droit administratif. Avant, suivant les arrêt Barreau du Nouveau-Brunswick c. Ryan et Dr Q c. College of Physicians and Surgeons of British Columbia, il existait trois normes de contrôles : la norme de la décision correcte, la norme de la décision raisonnable simpliciter et la norme de la décision manifestement déraisonnable. Toutefois, les tribunaux avaient de la difficulté à bien départager les trois catégories de normes de décision, donc la Cour suprême a décidé de simplifier le système dans la décision Dunsmuir.